# Хамбургско въстание
Хамбургското въстание (на немски: Hamburger Aufstand) е въоръжено въстание на комунистите в Хамбург от 23 до 25 октомври 1923 година.
С цел да се използва кризисната ситуация в Германия през 1923 година ръководството на Коминтерна приема решение да бъде организирано въоръжено въстание за завземане на властта от Комунистическата партия на Германия (КПГ).
Революцията е планирана за октомври-ноември 1923 година, но е предотвратена в резултат от действията на правителството. Само комунистите в Хамбург, не знаейки за отмяната на въстанието от ръководството на КПГ, правят опит да овладеят града. Ръководител на въстанието е Ернст Телман.
На 23 октомври около 1300 членове на КПГ завземат 17 полицейски участъка в Хамбург, а в работническите райони са издигнати барикади. На следващия ден въстаниците призоват за обща стачка. След 3 дни боеве в работническите райони Бармбек и Шифбек въстанието е потушено от войската.